# Козловский (Аннинский район)
Козло́вский — посёлок в Аннинском районе Воронежской области.
Входит в состав Берёзовского сельского поселения.

## Население
| 2000 | 2005 | 2010 |
| ---- | ---- | ---- |
| 47   | ↘44  | ↘20  |

## Улицы
В посёлке имеется одна улица — Кирова.